# Stade Carrara
Le stade Carrara (aussi appelé Metricon Stadium par contrat de nommage) est un stade de football australien basé à Gold Coast, dans le Queensland, en Australie.
Le stade accueille les matchs du Gold Coast Football Club, qui évolue en Australian Football League. Il accueille aussi les cérémonies d'ouverture et de clôture, ainsi que les épreuves d'athlétisme des Jeux du Commonwealth de 2018.

## Évènements
- Jeux du Commonwealth de 2018